# Chevrolet Spark

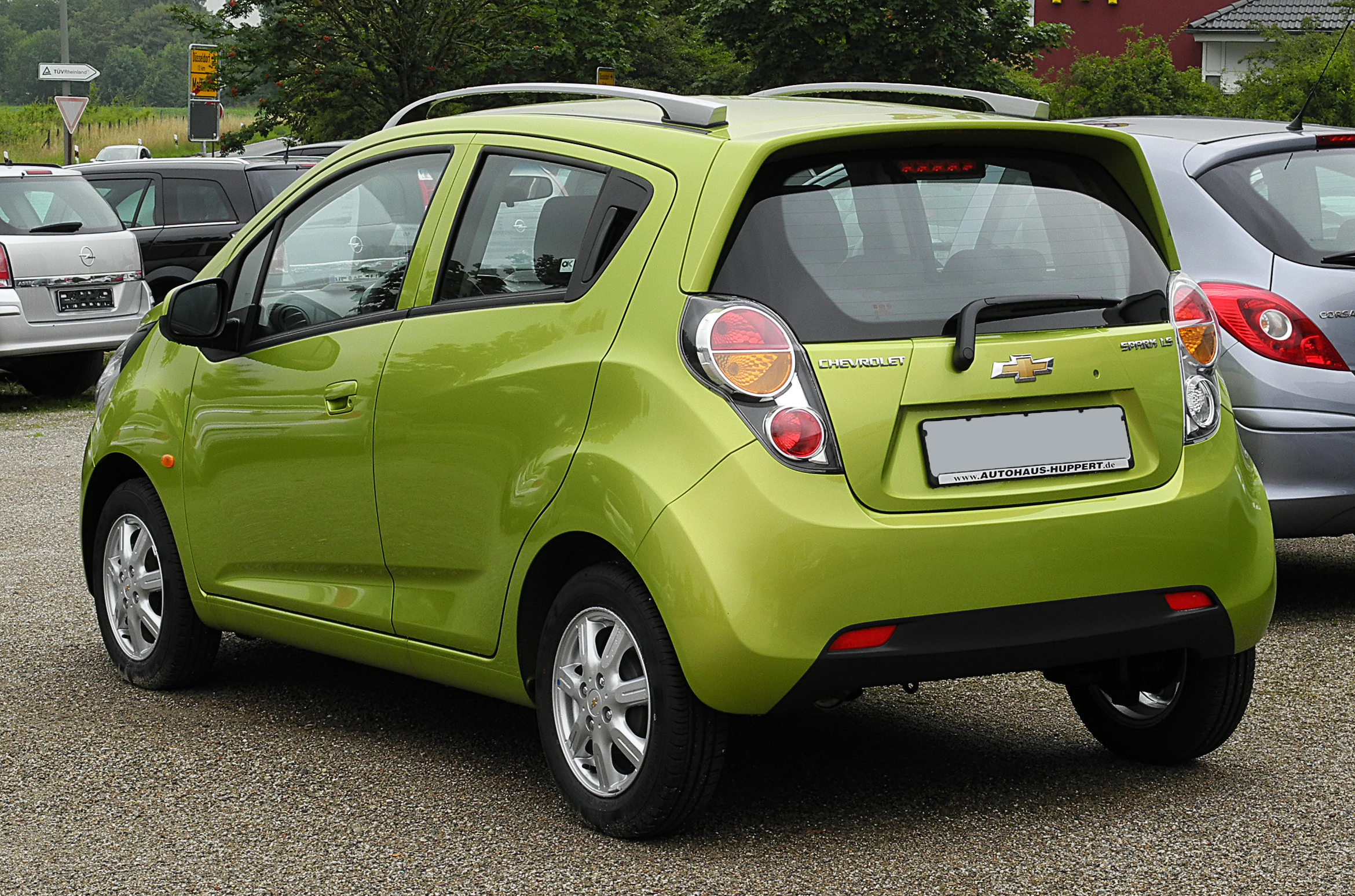
Chevrolet Spark

De Chevrolet Spark is een hatchback uit het A-segment van Chevrolet. De Spark werd in 2009 gepresenteerd als opvolger van de Chevrolet Matiz.

## Chevrolet Spark M300 (2009-2022)

### Ontwerp
In 2007 toonde Chevrolet drie studiemodellen: de Trax, Beat en Groove. Het publiek kon op een website haar stem uitbrengen op een van de drie ontwerpen welke in productie zou worden genomen. De Beat kreeg met bijna 50% uit in totaal 1,9 miljoen de meeste stemmen, gevolgd door de Groove (38%) en Trax (14%). De productieversie van de Beat, die vijf in plaats van drie deuren heeft, kreeg de naam Spark, een naam die al in diverse landen werd gebruikt voor de Daewoo en Chevrolet Matiz, waaronder India. In India bleef de oude Spark onveranderd leverbaar naast de nieuweling, waardoor het model aldaar de naam Chevrolet Beat kreeg.

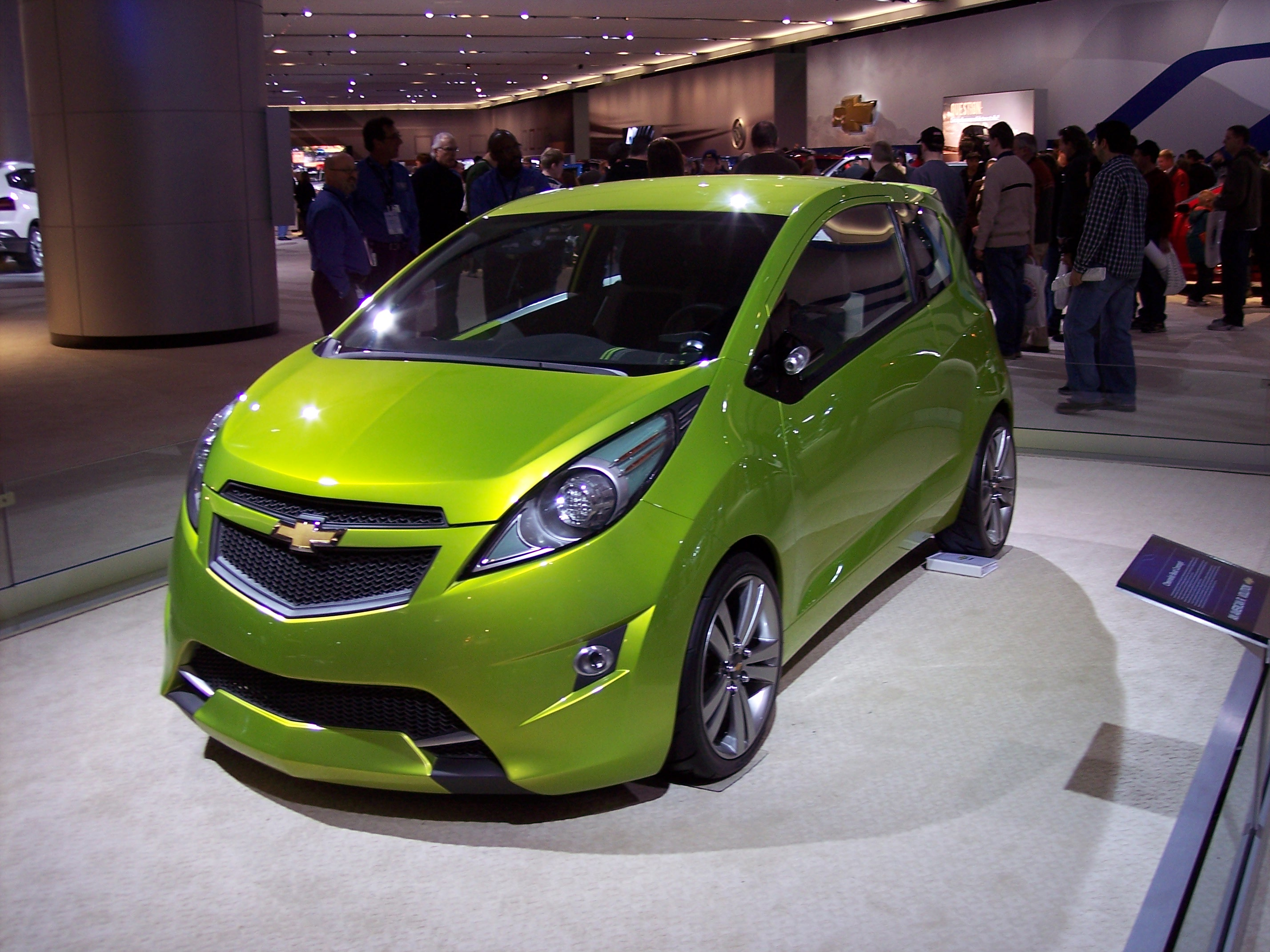
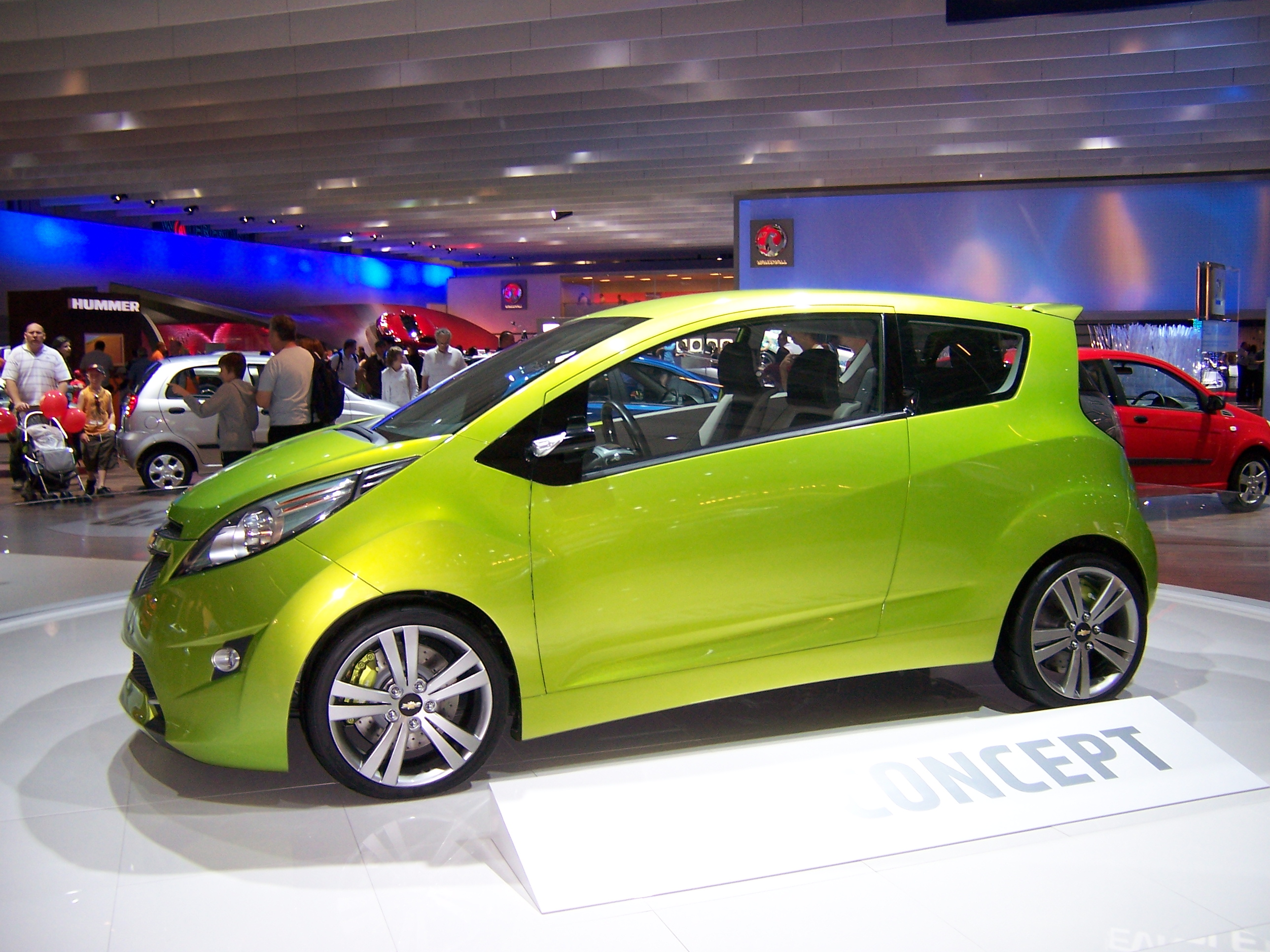
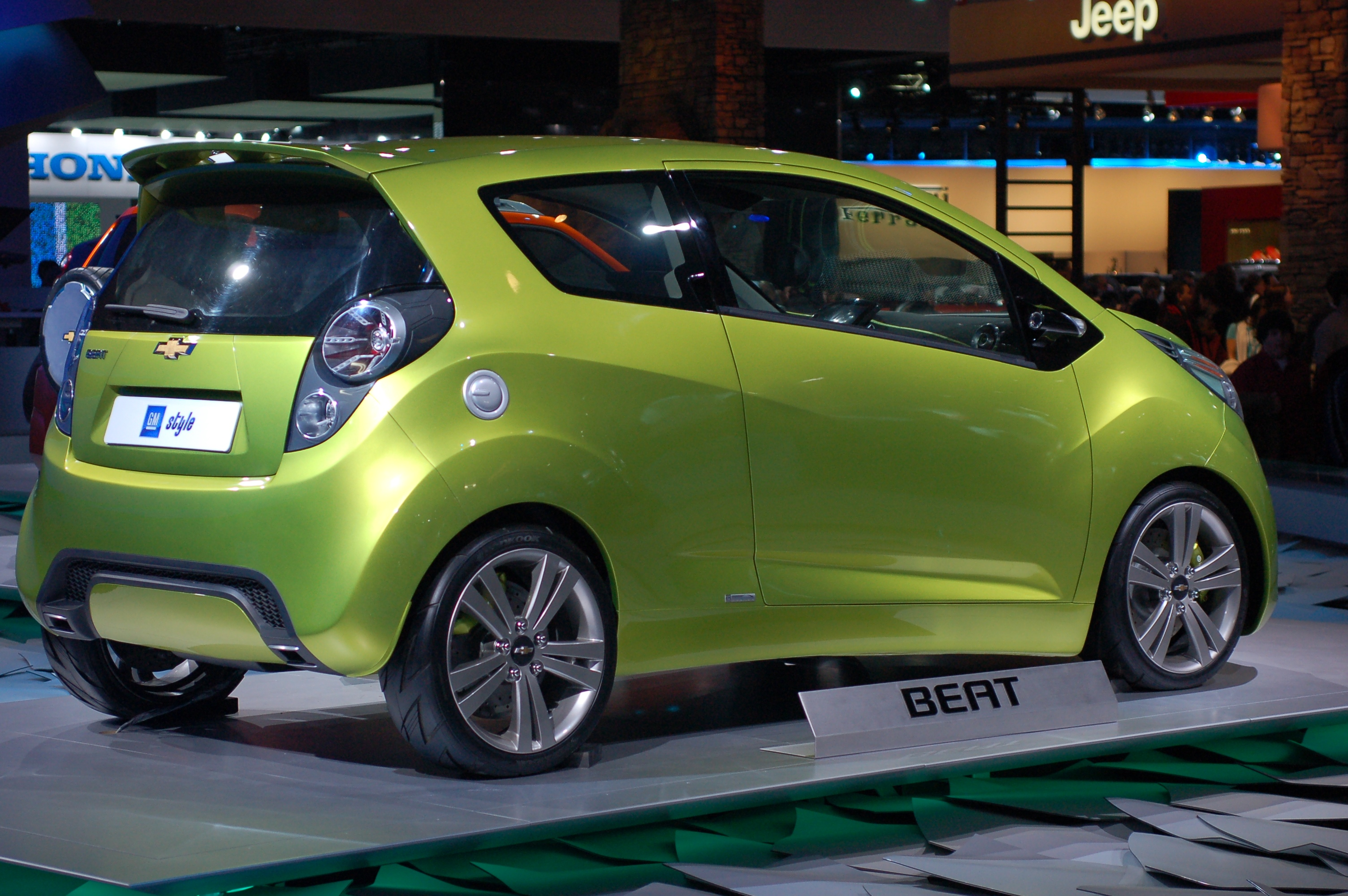
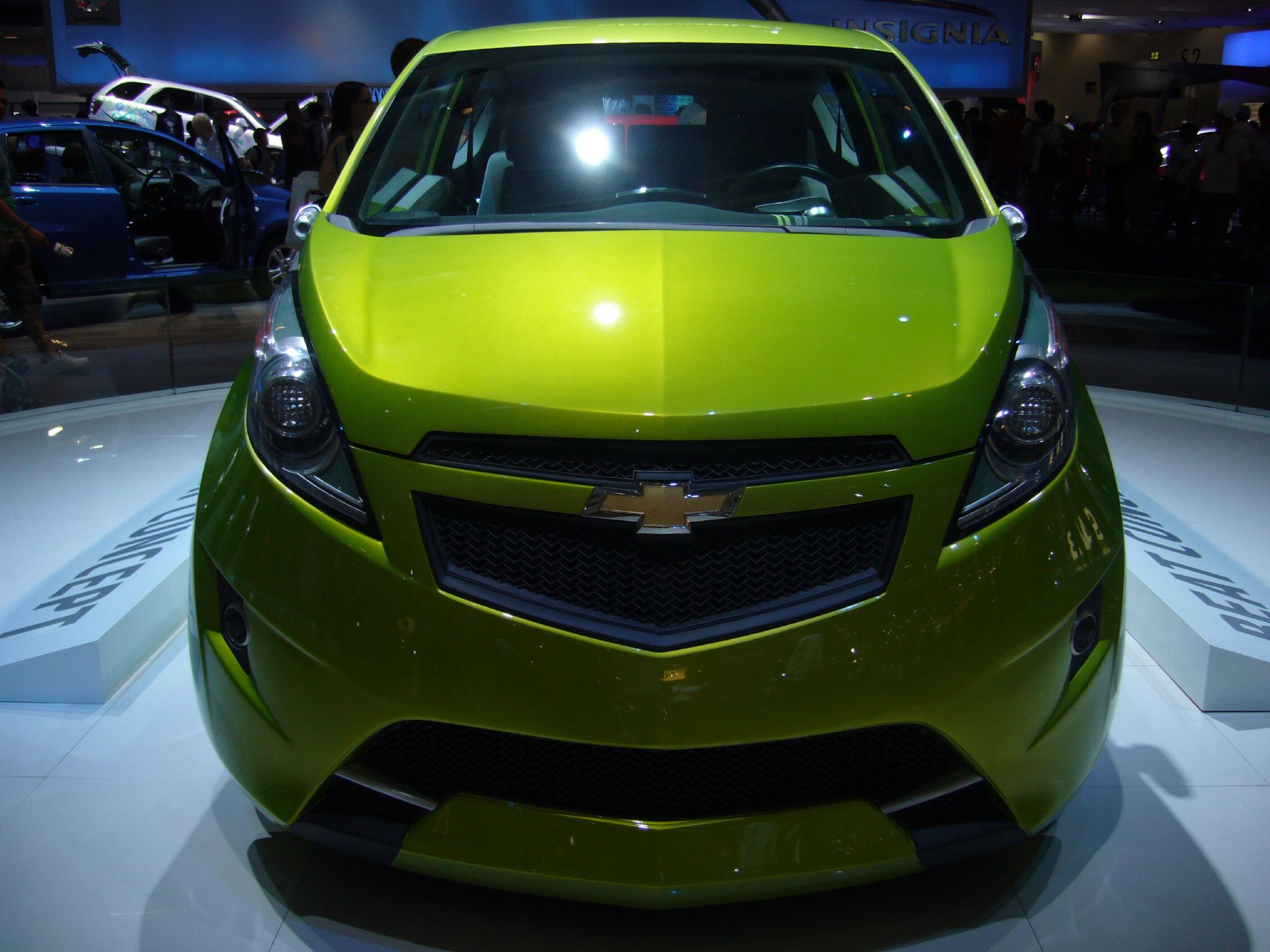
Chevrolet Beat, op de New York International Auto Show van 2007

De definitieve Chevrolet Spark werd begin 2009 op de Autosalon van Genève getoond. Op 1 september werd het model in Zuid-Korea leverbaar als Daewoo Matiz Creative. Er is 295 miljard won geïnvesteerd in de ontwikkeling van de Spark, welke 27 maanden duurde. De Spark is wereldwijd in 150 landen leverbaar. Sinds 1 maart 2010 is het model in Nederland verkrijgbaar. In eerste instantie was de Spark in Europa met twee benzinemotoren leverbaar: een 1.0 met 68 pk en een 1.2 met 81 pk. In de loop van 2010 kwam de Spark beschikbaar met 1.0 (65 pk) en 1.2 (79 pk) LPG motoren, alleen de eerste is leverbaar op de Nederlandse markt. In 2011 introduceerde Chevrolet exclusief voor India de Beat 1.0 TCDi met driecilinder common-rail dieselmotor. General Motors beweert dat de Beat Diesel het hoogste koppel bij lage toeren voor een motor met deze cilinderinhoud heeft.

### Productie en verkoop
Sinds 2012 is de Spark ook leverbaar in Noord-Amerika, de prijzen beginnen in de Verenigde Staten bij $12,995. Vanaf 2013 zal de Spark tevens als EV verschijnen. De Spark EV komt in de zomer van 2013 beschikbaar in Californië, later volgen andere markten waaronder Nederland. De Spark EV heeft een vermogen van 130 pk een maximaal koppel van 542 Nm. Chevrolet verwacht op jaarbasis 2.000 exemplaren van de elektrisch aangedreven Spark te produceren. Eind 2012 debuteerde op de Parijse Mondial de l'Automobile de vernieuwde Spark. Die is herkenbaar aan nieuw vormgegeven voor- en achterbumpers en lichtmetalen velgen, een grotere grille en een nieuw vormgegeven middenconsole van het interieur. In 2009 werd de Chevrolet Spark getest in de botsproeven van Euro NCAP. Hier kreeg de Spark vier sterren voor de veiligheid van inzittenden.

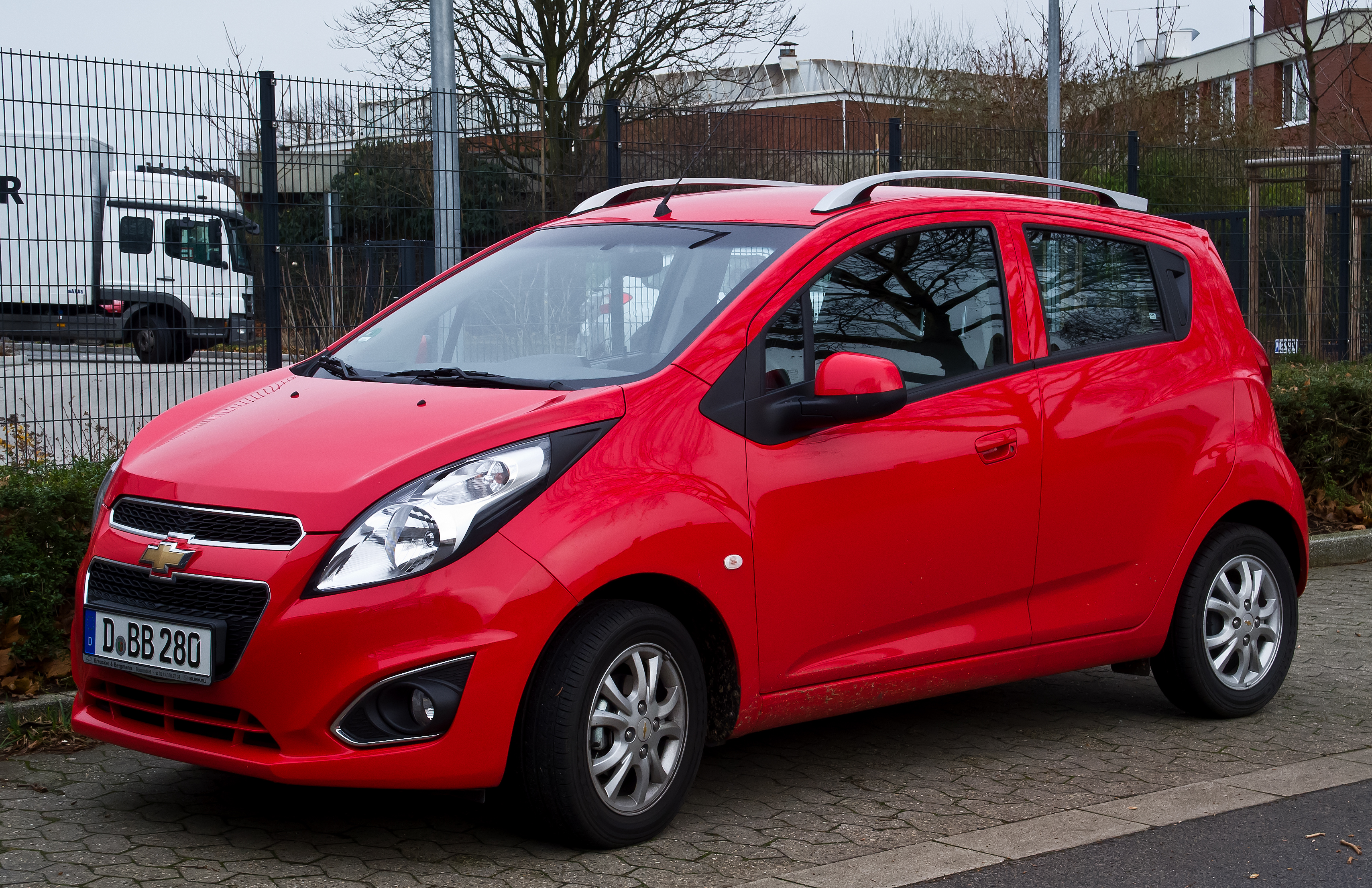
Chevrolet Spark facelift (2013-)
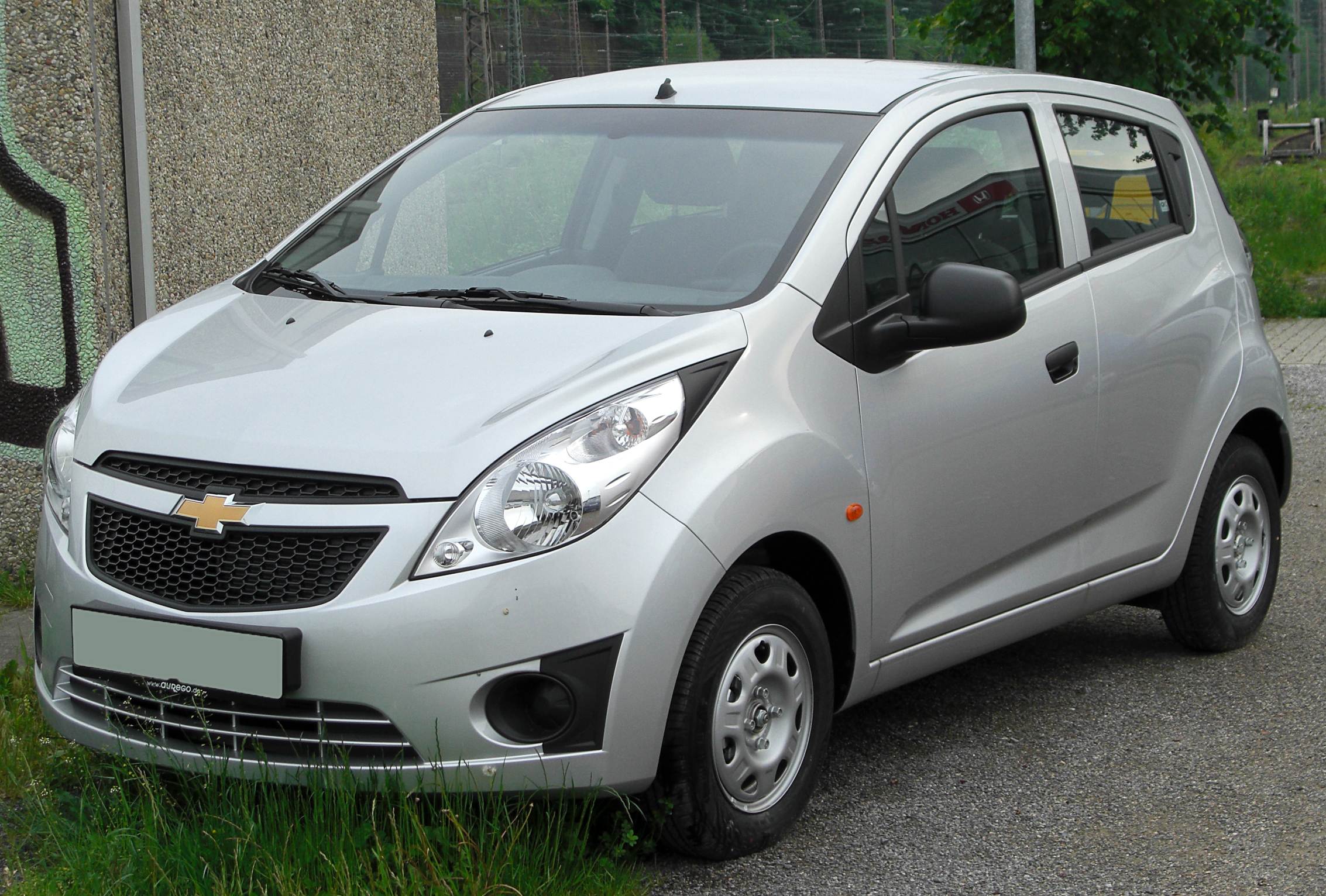
Chevrolet Spark L/LE
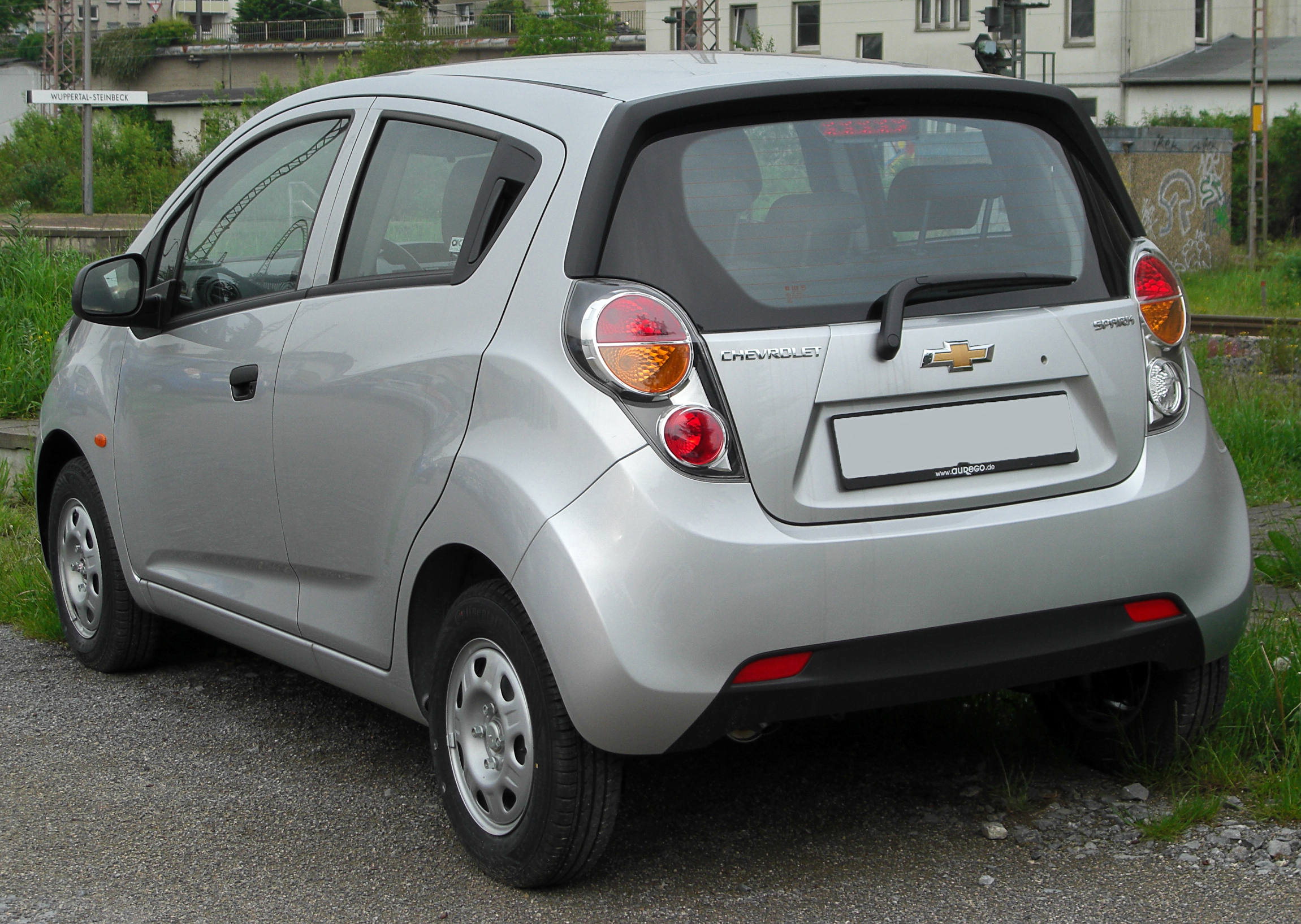
Chevrolet Spark L/LE
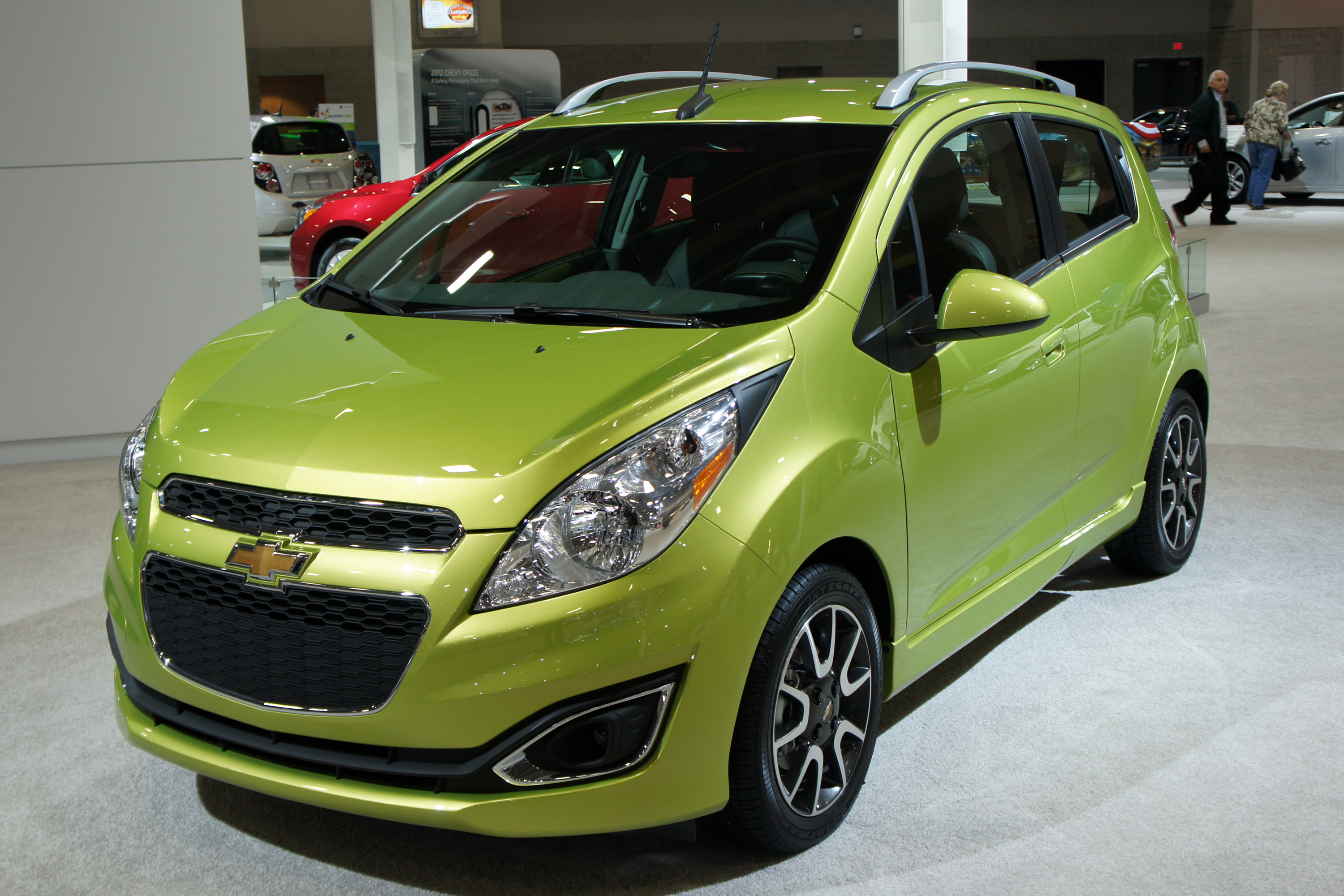
Chevrolet Spark (Noord-Amerika)

### Euro NCAP
| Merk en model   | resultaat | voetgangersveiligheid |
| --------------- | --------- | --------------------- |
| Chevrolet Spark | (81%)     | 43%                   |

### Registraties
| Jaartal | Nederland | Europa (inclusief Matiz) | Zuid-Korea | India  | Verenigde Staten |
| ------- | --------- | ------------------------ | ---------- | ------ | ---------------- |
| 2010    | 4.594     | 74.248                   | 33.579     | 36.264 | x                |
| 2011    | 6.661     | 65.338                   | 63.963     | 45.571 | x                |
| 2012    | 4.888     | 46.770                   | 64.463     | 50.547 | 12.385           |

### Motoren
| Type                | Cilinders | Kleppen | Cilinderinhoud | Vermogen                       | Koppel                | CO2-uitstoot | Opmerkingen |
| ------------------- | --------- | ------- | -------------- | ------------------------------ | --------------------- | ------------ | ----------- |
| Benzinemotoren      |           |         |                |                                |                       |              |             |
| 1.0                 | 4         | 16      | 995 cm³        | 50 kW (68 pk) bij 6400 min−1   | 93 Nm bij 4800 min−1  | 118-119 g/km | 2009-heden  |
| 1.2                 | 4         | 16      | 1206 cm³       | 60 kW (82 pk) bij 6400 min−1   | 111 Nm bij 4800 min−1 | 118-119 g/km | 2009-heden  |
| 1.2 (India)         | 4         | 16      | 1199 cm³       | 59 kW (80,5 pk) bij 6200 min−1 | 108 Nm bij 4400 min−1 | n.n.b.       | 2010-heden  |
| 1.2 (Noord-Amerika) | 4         | 16      | 1249 cm³       | 62,5 kW (85 pk) bij 6400 min−1 | 112 Nm bij 4400 min−1 | n.n.b.       | 2012-heden  |
| LPG                 |           |         |                |                                |                       |              |             |
| 1.0 BiFuel          | 4         | 16      | 995 cm³        | 48 kW (65 pk) bij 6400 min−1   | 93 Nm bij 4800 min−1  | 110 g/km     | 2010-heden  |
| 1.2 BiFuel          | 4         | 16      | 1206 cm³       | 58 kW (79 pk) bij 6400 min−1   | 111 Nm bij 4800 min−1 | 113 g/km     | 2010-heden  |
| 1.2 LPG (India)     | 4         | 16      | 1199 cm³       | 59 kW (80 pk) bij 6200 min−1   | 104 Nm bij 4400 min−1 | n.n.b.       | 2010-heden  |
| Dieselmotoren       |           |         |                |                                |                       |              |             |
| 1.0 TCDi (India)    | 3         | 12      | 936 cm³        | 46 kW (62,5 pk) bij 4000 min−1 | 160 Nm bij 1750 min−1 | n.n.b.       | 2011–heden  |
| EV                  |           |         |                |                                |                       |              |             |
| EV                  | n.v.t.    | n.v.t.  | n.v.t.         | 96 kW (130 pk) bij n.n.b.      | 542 Nm                | 0 g/km       | 2013-heden  |